# Armeniska hedersorden
Armeniska Hedersorden (armeniska: Պատվո շքանշան) är en armenisk orden som instiftades den 27 juli 2000. Den tilldelas som erkännande av betydande insatser för att skydda staten och dess intressen, samt för att främja fred, vänskap och samarbete mellan folk. Mottagaren behöver inte vara armenisk medborgare.
Orden har en klass:
- Riddare